# نورم نیکسون
نورم نیکسون (انگلیسی: Norm Nixon؛ زاده ۱۱ اکتبر ۱۹۵۵) یک بازیکن بسکتبال اهل ایالات متحده آمریکا است.